# 조규광

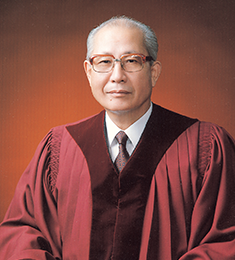

조규광(曺圭光, 1926년 4월 4일 충남 서천군 ~ 2018년 12월 24일)은 대한민국 헌법재판소장을 역임한 법조인이다.

## 약력
- 경기고등학교
- 서울대학교 정치학과 학사
- 1949년: 제3회 조선변호사시험 합격
- 1951년: 서울지방법원 판사
- 서울민사지방법원 부장판사
- 1961년 8월 ~ 1964년 5월: 서울고등법원 판사
- 1964년 5월 ~ 1966년 10월: 서울민사지방법원 수석부장판사
- 1981년 4월 ~ 1982년 4월: 제2대 서울통합변호사회 회장
- 1988년 9월 ~ 1994년 9월: 초대 헌법재판소장
- 1995년 3월 ~ 2001년 3월: 헌법재판소 자문위원회 위원장

## 서훈
- 1985년: 국민훈장 모란장
- 1994년: 한국법률문학상
- 1997년: 청조근정훈장
- 2007년: 율곡인권상
- 2008년: 목촌법률상
- 2018년: 국민훈장 무궁화장